# Rhyacophila spinulata
Rhyacophila spinulata là một loài Trichoptera trong họ Rhyacophilidae. Chúng phân bố ở miền Cổ bắc.